# 草酸锶
草酸锶是锶的草酸盐，化学式为SrC2O4。草酸锶存在无水物和水合物（SrC2O4•nH2O），也能形成酸式盐（SrC2O4•mH2C2O4•nH2O）。

## 性质与应用
草酸锶可以用于烟火中，这是由于它受热易分解：
SrC2O4 → SrO + CO2 + CO
它是适合用于烟火的化学品，因为遇热能够迅速分解。当分解生成氧化锶时，会产生红色的效果。生成的一氧化碳能和氧化镁进一步作用。在镁的存在下，草酸锶可以得到亮丽的红色。但如果没有镁，用于产生特效的更好选择将是碳酸锶。